# Walter Günther
Walter Günther (18 novembre 1915 – 8 maggio 1989) è stato un calciatore tedesco, di ruolo attaccante.